# 番茶も出花
『番茶も出花』（ばんちゃもでばな）は、1997年10月2日から1998年3月26日まで、TBS系で毎週木曜日21:00 - 21:54に放送された日本のテレビドラマ。タイトルは「安い番茶も出花（いれたばかり）のときは香りがありおいしい」ことから「どんな人も若いころはそれなりに美しいものだ」という意味のことわざ。

## 出演

### 丸田家
丸田加世
演 - 泉ピン子
昭和37年11月12日生まれ。丸田家の長女。責任感が強く何事にもぶつかっていく。高校を出ると結婚式場に就職、貸衣装を担当する。結婚願望が強く、何度も結婚のチャンスがあったが、独身のまま35歳の秋を迎えた。恋人・長野豊との結婚を真剣に考え始める。しかし、父親の事業の失敗を知り、再び目を家族に向け始める。
丸田綾
演 - 一路真輝
昭和45年3月3日生まれ。丸田家の次女。何事に対しても体当たりでぶつかっていく性格。体育大学卒業後アスレチックのインストラクターになる。家族のことに関心を持たず、自分のことだけを考えて生きてきた。学生時代から付き合っている竹下明生との結婚を考え始めていた。その矢先に父親の事業失敗、家族の崩壊の危機を知り、初めて自分の家族に目を向けることになる。
丸田浩史
演 - 山口達也（当時TOKIO）
昭和51年9月5日生まれ。丸田家の末っ子。高校を卒業後一浪して大学に入学。別にしたいことも、これといった能力もなくただ漫然と学校へ行き、遊びながら日々を過ごしていた。父の事業失敗、家族の崩壊の危機を知り、初めて家族がかけがえのない存在であることに気付く。
丸田信太郎
演 - 小林桂樹
昭和10年1月12日生まれ。仕事一筋で、若い時から運送業を営む。家庭でもワンマンの家長として、口うるさく、厳しい父親だったが、妻の死と自分の運送会社の倒産を境に、急に無口になり、労働意欲も失ってしまう。

### その他
- 竹下明生 - 阿部寛

綾の恋人。紆余曲折があったものの、最終回で綾と結婚式を挙げる。
- 竹下正造 - 綿引勝彦

明生の父。
- 竹下茂子 - 野川由美子

明生の母。
- 中原太一 - 松村雄基
- 京平 - 山田雅人
- 長野豊 - 井上順

加世の恋人。漠然と結婚を考えていたが、母親に頭があがらない面があり、最終的には加世から別れを告げられる。
- 谷沢眞紀 - 飯塚雅弓
- 川本和 - えなりかずき

両親を事故で亡くした兄妹の長男。親戚の家に引き取られたが、境遇に胸を痛めた加世たちによって丸田家に居候することになる。犬を飼っている。
- 川本剛 - 森廉

川本家の次男。引き取られた親戚の家で邪険に扱われていたが、兄妹たちと一緒に丸田家に引き取られる。両親を事故死させたトラックドライバーが出所したら殺すと叫んだこともある。
- 川本桃 - 三村有己

川本家の長女。引き取られていた家に同い年の娘がいた様子で、疎んじられていた。のちに引き取りに来た別の親戚の家に行くよう信太郎から言われたとして、兄達に泣いて訴えたこともある。最終回で明生と綾の結婚式に皆で列席。
- リキ - 光本幸子
- 奈々 - いしのようこ
- 長野則子 - 赤木春恵

豊の母。比較的、物わかりの良い性格だったが、豊と加世の結婚話が具体化するにつれ、自分の申し出を断った信太郎、丸田姉弟に対して嫌な顔をしたり、加世に対して亡くなった母親を中傷する様な発言などが見られる様になる。
- ナレーション - 森光子

### ゲスト
第1話
- 畠山明子
- 永堀剛敏

第2話
- 小山ユリ - いとうまい子

長田を騙した女。
- 長田 - 大和田獏

第3話
- 加藤伸江 - 宝生あやこ

田舎暮らしだったが、老化に伴い息子夫婦と同居することになる。しかし、新しい生活に馴染めず戸惑う。
- 加藤恒夫 - 松澤一之

自分の母を引き取る事になったサラリーマン。新居への荷物運び込みを丸田運送に依頼。
- 加藤初子 - 松浦佐知子

恒夫の妻。義母に対して「早く馴染んで欲しい」と願う。
第4話
- 竜野律子 - 音無美紀子（第5話）
- 竜野直之 - 岸田智史（第5話）

第5話
- 富美 - 戸川京子

第7話
- 川本弘子 - 西川峰子（第8話）

剛たちの父の姉。両親を亡くした剛たちを疎んじており、剛らが飼っている犬を保健所に連れて行く様に命じたこともある。口論の末に引き取りを申し出た加世に対して「養育費は渡さない」としていたが、最終回で剛たちの保護者となった畠中ぎんからの養育費の請求に応じる。
第12話
- 天野秋子 - 小川範子（第19話）

OLだったが、友人に婚約者を奪われ絶望。自室で自殺を図っていたところを、荷物の運び出しの依頼を受けた加世たちに救出され、丸田運送で働くことになる。のちに信太郎により、運送助手から家政婦へとなる。両親は早世し、実家を継いだ兄とは絶縁状態の様子。
第13話
- ミキ - 今村恵子

第14話
- 谷沢勝利 - 長谷川哲夫（第19話）
- 谷沢鶴子 - 上村香子（第19話）

居抜き物件だった小料理屋で新規開業。以前の経営者が所有していた食器などの破棄を丸田運送に依頼。
第15話
- 郡桐子 - 円城寺あや

第16話
- 夏目保子 - 梅沢昌代
- 夏目忠夫 - 田山涼成
- 夏目トキ - 大鹿次代

第17話
- 畠中ぎん - 京唄子

川本兄妹の親戚で大阪在住。丸田家を訪れ、剛たち兄妹を引き取りたいと申し出る。口やかましいが人情味のある性格で、川本兄妹の飼い犬の存在を知って、それまで住んでいたマンションを引き払い、ペット可の物件に移り住む。
その他
- 別府康男

## スタッフ
- 作 - 橋田壽賀子
- 音楽 - ボブ佐久間
- 演出 - 井下靖央、川俣公明
- 主題歌 - 一路真輝「雨上がりの星空」
- プロデューサー - 和田旭

## 放送日程
- 第1回、第13回は21時00分から22時54分の1時間54分SP。
- 1998年2月12日は、長野オリンピック中継のため放送休止。

| 話数                                       | 放送日         | サブタイトル         | 演出     | 視聴率 |
| ------------------------------------------ | -------------- | -------------------- | -------- | ------ |
| 第1回                                      | 1997年10月02日 | －                   | 井下靖央 | 17.0%  |
| 第2回                                      | 10月09日       | －                   |          | 13.2%  |
| 第3回                                      | 10月16日       | －                   |          | 14.1%  |
| 第4回                                      | 10月23日       | －                   |          | 12.2%  |
| 第5回                                      | 10月30日       | －                   |          | 13.5%  |
| 第6回                                      | 11月06日       | －                   | 井下靖央 | 13.0%  |
| 第7回                                      | 11月13日       | －                   | 井下靖央 | 11.9%  |
| 第8回                                      | 11月20日       | 突然の侵入者         | 井下靖央 | 13.5%  |
| 第9回                                      | 11月27日       | 不思議な小包         |          | 12.7%  |
| 第10回                                     | 12月04日       | 行くところがないの   |          | 11.4%  |
| 第11回                                     | 12月11日       | この子達どうする     | 川俣公明 | 11.4%  |
| 第12回                                     | 12月18日       | 父さんの居場所       | 井下靖央 | 12.5%  |
| 第13回                                     | 1998年01月08日 | これでもお正月?      |          |        |
| 第14回                                     | 1月15日        | 甘えてやるぞ         | 川俣公明 |        |
| 第15回                                     | 1月22日        | バラ色の人生         | 川俣公明 |        |
| 第16回                                     | 1月29日        | お嫁になんか行かない |          |        |
| 第17回                                     | 2月05日        | さよならは言わない   |          |        |
| 第18回                                     | 2月19日        | もう一つの別れ       |          |        |
| 第19回                                     | 2月26日        | 親父が変わった!      | 井下靖央 |        |
| 第20回                                     | 3月05日        | 泣いてたまるか!      | 川俣公明 |        |
| 第21回                                     | 3月12日        | 女がこわい!!         |          |        |
| 第22回                                     | 3月19日        | 結婚します!          |          |        |
| 最終回                                     | 3月26日        | みんな家族です       |          |        |
| （視聴率は関東地区・ビデオリサーチ社調べ） |                |                      |          |        |